# Шіло

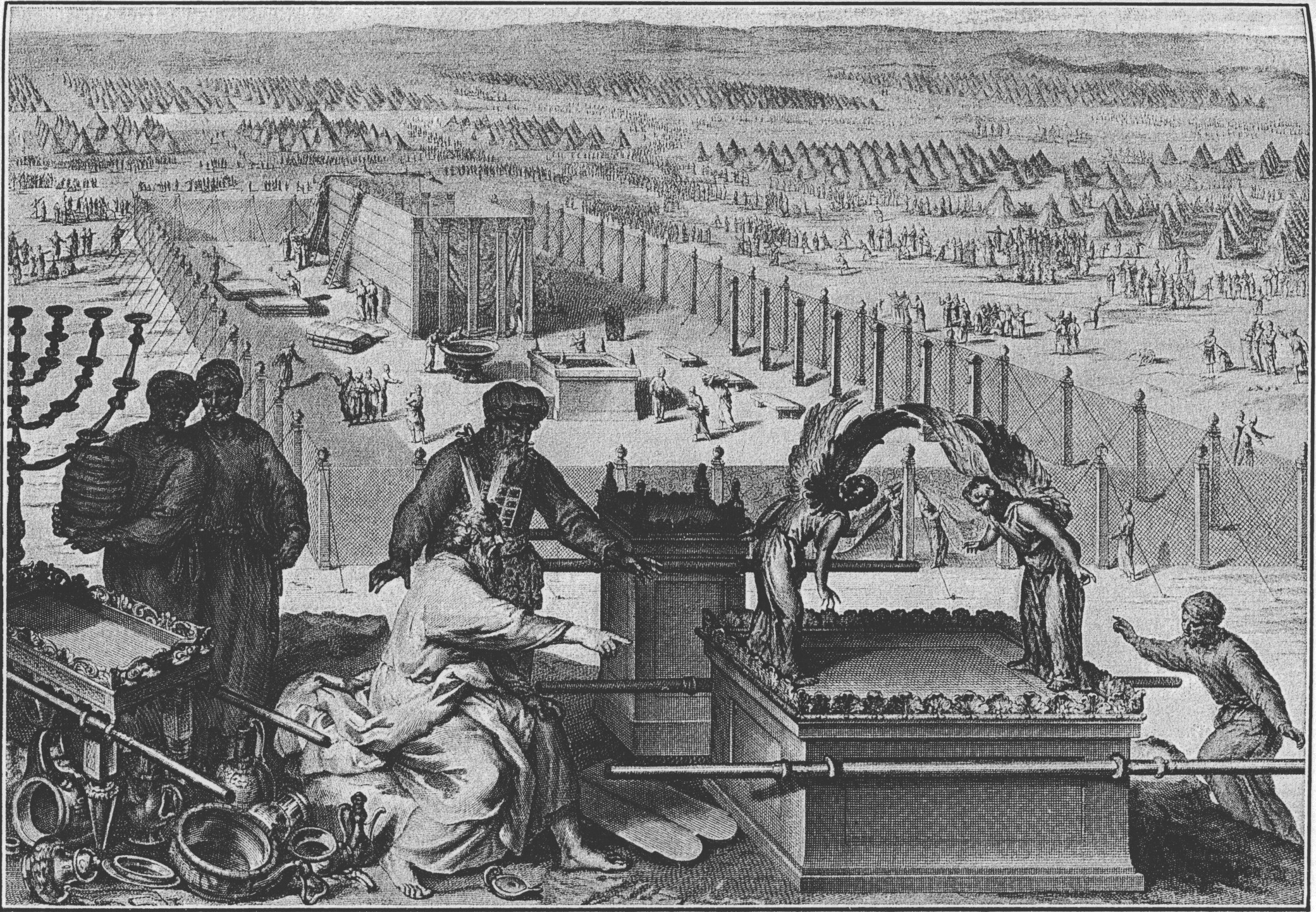
Підняття Скинії Завіту

Шіло (івр. שִׁילֹה, лат. Silo) — місто згадане у Старому Завіті в якому у часи епохи Суддів, у другій половині II тисячоліття до н. е., перебувала Скинія Завіту (Нав. 18:1). Шіло Розташовувався на схід від дороги, що веде з Шхема в Бет-Ел : «…Ось буває рік-у-рік свято Господнє в Шіло, що на північ від Бет-Елу, на схід сонця від дороги, що провадить з Бет-Елу до Сихему, і з півдня від Левони.»(Суд. 21:19). Місце ідентифікується із Шірбет Селун, 16 км на північ від Бет-Елу на Західному березі річки Йордан.

## Старий завіт
Згідно з книгами  Ісуса Навина та Суддів у перші десятиліття після зайняття Ханаану задовго до Єрусалиму, для ізраїльтян у Шіло був релігійний та  політичний центр. У  Шіло довгий час перебувала Скинія з ковчегом і вівтарем для жертвопринесення: «І була зібрана вся громада Ізраїлевих синів до Шіло, і вони помістили там скинію заповіту, а перед ними був здобутий Край.» (Нав. 18:1). Відповідно Шіло став першою релігійною столицею Ізраїлю.
Скинія перебувала в Шіло близько трьохсот років (13-11 ст. до н.е). На свята Песах, Шавуот і Суккот сюди приходили євреї з усієї країни. Центр у Шіло об'єднував племена ізраїльського народу в єдиний союз.
У Шіло ж стався остаточний розподіл завойованого краю між сімома племенами, що ще не визначилися із своїми володіннями: «І сказав Ісус до Ізраїлевих синів: Аж доки ви будете лінуватися піти посісти той Край, що дав вам Господь, Бог ваших батьків? Дайте від себе по три мужі на плем'я, і я пошлю їх. І вони встануть, і будуть ходити по Краю, і опишуть його за їхнім спадком, та й прийдуть до мене. І вони поділять його собі на сім частин. Юда стане на своїй границі з півдня, а Йосипів дім стане на своїй границі з півночі. А ви опишете той Край, сім частин, і принесете описа мені сюди, а я кину вам жеребка тут перед лицем Господа, Бога нашого.»(Нав. 18:3-6).
В Епоху Суддів Шіло не уникнув ідолопоклонства: «І поставили Данові сини того різьбленого боввана в себе, а Йонатан, син Ґершома, Манассіїного сина, він та сини його були священиками для Данового племени аж до дня виходу на вигнання того краю. І поклали вони в себе Михиного різьбленого боввана, що зробив він, і він був у них по всі дні буття Божого дому в Шіло.» (Сд. 18:30-31).
Перша книга Самуїла детально розказує про священика скинії в Шіло по імені Ілій. Він виховав тут при скинії свого наступника, пророка Самуїла, що став духовним вождем єврейського народу, і помазав на царство Саула і царя Давида.
« А Господь далі показувався в Шіло, бо Господь явився був у Шіло Самуїлові в слові Господньому.» (1 Сам. 3:21).

## Занепад міста
Вперше місто зруйноване філістимлянами у 1050 до н. е. , тоді ж була захоплена Скинія Завіту (1 Сам. 4:10-11). Пізніше, після побудови Храму в Єрусалимі, Шіло назавжди втратив своє центральне значення, хоча і вшановувався як стародавній культовий центр. У часи після епохи Суддів,  є лише декілька епізодів у Старому Завіті в яких згадується це місто. Після смерті Соломона, священики Шіло намагалися відродити роль свого міста, але навіть при розколі країни духовний центр північного царства Ізраїлю влаштувався в Бет-Елі і Дані. А у 721 році до н. е. Шіло, як і інші міста Ізраїлю, було зруйноване ассирійцями.